# بمیر، عشق من
بمیر، عشق من (انگلیسی: Die, My Love) یک فیلم درام آمریکایی در سبک داستان روان‌شناختی و کمدی سیاه محصول ۲۰۲۵ که توسط لین رمزی کارگردانی شده و فیلمنامه آن توسط رَمزی، اندا والش و آلیس برچ نوشته شده است. این فیلم اقتباسی از رمان به همین نام از سال ۲۰۱۷ نوشته آریانا هارویچ است که داستان مادری تازه‌کار را روایت می‌کند که دچار افسردگی پس‌زایمان شده و به روان‌پریشی می‌رسد. در این فیلم جنیفر لارنس و رابرت پتینسون بازی می‌کنند و لارنس از طریق شرکت تولیدی خود، اکسلنت کداور، تهیه‌کننده فیلم است.
این فیلم برای نخستین بار در جشنواره فیلم کن ۲۰۲۵ در ۱۷ مه به نمایش درآمد و برای دریافت نخل طلا در رقابت است.

## زمینهٔ داستان
در خانه‌ای روستایی در حومه مونتانا، زنی با مشکلات سلامت روان دست‌وپنجه نرم می‌کند در حالی که ازدواجش در حال فروپاشی است.: ۵۶:۴۲ 

## بازیگران
- جنیفر لارنس در نقش گریس[۳]
- رابرت پتینسون در نقش جکسون
- لاکیت استنفیلد در نقش کارل
- سیسی اسپیسک در نقش پم
- نیک نولتی در نقش هری
- مارکوس دلا رُزا

## تولید
این فیلم اقتباسی از رمان بمیر، عشق من نوشته آریانا هارویچ است. در نوامبر ۲۰۲۲، جنیفر لارنس تأیید کرد که در این فیلم بازی خواهد کرد و لین رمزی در حال نگارش فیلمنامه با همکاری اندا والش است. رَمزی پس از آن که لارنس کتاب را برایش فرستاد، به‌عنوان کارگردان به پروژه پیوست. این اولین فیلم رَمزی پس از تو هرگز واقعاً اینجا نبودی (۲۰۱۷) است. او از والش خواست تا پیش‌نویس اولیه فیلمنامه را بنویسد و خود مسئولیت نگارش پیش‌نویس دوم و نهایی را بر عهده گرفت. آلیس برچ نیز در نگارش فیلمنامه همکاری کرد. در ژوئیه ۲۰۲۴، رابرت پتینسون برای پیوستن به فیلم وارد مذاکره شد. این فیلم توسط مارتین اسکورسیزی، آندرئا کالدروود و تیم اکسلنت کداور متشکل از لارنس و جاستین چیاروکی تولید شد. در اوت ۲۰۲۴، لاکیت استنفیلد، سیسی اسپیسک و نیک نولتی به بازیگران پیوستند. این فیلم یک دلهره‌آور است. رَمزی و پتینسون همچنین آن را یک کمدی سیاه توصیف کرده‌اند؛ رَمزی گفته است: «این نوع کمدی و داستان عاشقانه من است، بنابراین تاریک و آشوبناک خواهد بود» و پتینسون آن را «بامزه» خوانده است.
فیلم‌برداری ابتدا برای سال ۲۰۲۳ برنامه‌ریزی شده بود، اما به دلیل اعتصابات هالیوود به تعویق افتاد. تا آوریل ۲۰۲۴، رَمزی و جورج وجِستیکا در حال نوشتن موسیقی برای ضبط توسط لارنس بودند. برخلاف کتاب که داستانش در فرانسه رخ می‌دهد، فیلم در ایالات متحده روایت می‌شود. فیلم‌برداری از ۱۹ اوت ۲۰۲۴ در اطراف کلگری، کانادا آغاز شد و در ۱۶ اکتبر به پایان رسید. فیلم‌بردار شیموس مک‌گاروی پس از همکاری با رَمزی در باید دربارهٔ کوین صحبت کنیم (۲۰۱۳) دوباره با او همکاری کرد. او فیلم را با فرمت ۳۵ میلی‌متری و نسبت تصویر ۱٫۳۳:۱ آکادمی فیلم‌برداری کرد، با الهام از فیلم‌های رومن پولانسکی، انزجار (۱۹۶۵) و بچه رزماری (۱۹۶۸).: ۵۸:۵۰  پتینسون خاطره‌ای تعریف کرد که برای یک سکانس رقص بسیار عصبی بود و نتوانست رَمزی و لارنس را متقاعد کند که این صحنه را حذف یا رقص را طراحی کنند. او برای این نقش کلاس‌های رقص گذراند.

## اکران
در آوریل ۲۰۲۵، اعلام شد که بمیر، عشق من اولین اکران جهانی خود را در جشنواره فیلم کن ۲۰۲۵ داشت و برای نخل طلا رقابت خواهد کرد. اواخر همان ماه، شرکت تازه‌تأسیس ۱۹۳ به پروژه پیوست تا مسئولیت فروش توزیع را بر عهده بگیرد.

## بازخوردها
- در وب‌سایت جمع‌آوری نقد و بررسی راتن تومیتوز، دارای ۷۸٪ تائیدیه از رای ۴۹ نقد منتقد مثبت است.
- در متاکریتیک که از میانگین وزنی استفاده می‌کند، بر اساس نظر ۲۲ منتقد، امتیاز ۷۵ از ۱۰۰ را به فیلم اختصاص داده است که نشان‌دهنده نقدهای «به‌طورکلی مطلوب» است.